# The Best of Bob Dylan
The Best of Bob Dylan är ett samlingsalbum släppt 2005 av Bob Dylan. Albumet kom endast ut i USA.

## Låtförteckning
Låtarna skrivna av Bob Dylan, där inget annat namn anges.
1. "Blowin' in the Wind"
2. "The Times They Are a-Changin'"
3. "Mr. Tambourine Man"
4. "Like a Rolling Stone"
5. "Rainy Day Women No. 12 & 35"
6. "All Along the Watchtower"
7. "Lay, Lady, Lay"
8. "Knockin' on Heaven's Door"
9. "Tangled Up In Blue"
10. "Hurricane" (Bob Dylan, Jacques Levy)
11. "Forever Young"
12. "Gotta Serve Somebody"
13. "Jokerman"
14. "Not Dark Yet"
15. "Things Have Changed"
16. "Summer Days"